# Stephen Thompson (Autor)
Stephen Thompson (* 1967), auch Steve Thompson, ist ein britischer Dramatiker und Drehbuchautor.

## Leben
Thompson unterrichtete nach Abschluss seines Studiums für zwölf Jahre Mathematik an der Tiffin School in Kingston upon Thames.
Dann gab er seine Stelle als Lehrer auf, belegte Kurse in Dramatik an der RADA und schrieb Theaterstücke und Drehbücher.
Sein erstes Stück, „Damages“, wurde 2004 am Bush Theatre in London uraufgeführt. Er erhielt dafür den Meyer Whitworth Award for new theatrical writing. 2005 wurde er vom Bush Theatre als Writer in Residence ausgezeichnet und schrieb die Polit-Satire „Whipping It Up“, die mit Richard Wilson in der Hauptrolle und mit Terry Johnson als Regisseur 2005 am Bush Theatre Premiere hatte und danach am New Ambassadors im Londoner Westend gespielt wurde. Sein drittes Stück, „Roaring Trade“, wurde mit Andrew Scott in der Hauptrolle am Londoner Soho Theatre uraufgeführt. 2011 wurde sein bisher letztes Stück, die Komödie „No Naughty Bits“, vom Hampstead Heath Theatre unter der Regie von Edward Hall herausgebracht.
Seit 2005 arbeitet er aber vor allem als Drehbuchautor für die BBC und andere Fernsehgesellschaften. Er entwickelte u. a. die Serie Jericho (2016) und war an drei Folgen der Serie Sherlock beteiligt.

## Werke (Auswahl)
Dramen
- Damages. Josef Weinberger Plays, 2004.
- Whipping It Up. Nick Hern Books, 2006.
- Roaring Trade. Nick Hern Books, 2009.
- No Naughty Bits. Nick Hern Books, 2011.

Drehbücher
- 2010: Sherlock – Der blinde Banker (The Blind Banker)
- 2012: Sherlock – Der Reichenbachfall (The Reichenbach Fall)
- 2013: The Science of Doctor Who (Dokumentarfilm, Produzent und Drehbuch)
- 2014: Sherlock – Im Zeichen der Drei (The Sign of Three)
- 2016: Jericho, Fernsehserie (Autor, Drehbücher für 5 von 8 Folgen)
- 2018–2019: Deep State, (Fernsehserie, 3 Folgen)
- ab 2019: Vienna Blood (Fernsehreihe)
- 2021: Leonardo (Fernsehserie)